# Colin Barratt
Colin Barratt (21 de diciembre de 1948) es un deportista británico que compitió en remo. Ganó dos medallas de oro en el Campeonato Mundial de Remo, en los años 1979 y 1980.

## Palmarés internacional
| Campeonato Mundial | Campeonato Mundial | Campeonato Mundial | Campeonato Mundial        |
| Año                | Lugar              | Medalla            | Prueba                    |
| ------------------ | ------------------ | ------------------ | ------------------------- |
| 1979               | Bled (Yugoslavia)  | Medalla de oro     | Cuatro sin timonel ligero |
| 1980               | Malinas (Bélgica)  | Medalla de oro     | Ocho con timonel ligero   |